# J/22
Il J/22 è una barca a vela da regata, la cui classe è riconosciuta dalla International Sailing Federation.